# Timor Wschodni na Letnich Igrzyskach Olimpijskich 2004
Timor Wschodni na Letnich Igrzyskach Olimpijskich 2004 reprezentowało 2 zawodników – 1 mężczyzna i 1 kobieta. 
Był to pierwszy start Timoru Wschodniego na igrzyskach jako niepodległego państwa.

## Reprezentacja

### Lekkoatletyka
Mężczyźni
Gil da Cruz Trindade - maraton - Nie ukończył
Kobiety
Agueda Amaral - maraton - czas 3:18:25 - 65 miejsce